# Franz Bitter
Pour les articles homonymes, voir Bitter.
Franz Bitter (né le 14 janvier 1865 à Aschendorf et mort le 23 mai 1924 à Leipzig) est député du Reichstag et juge à la Cour du Reich.

## Biographie
Bitter étudie au lycée Carolinum d'Osnabrück de 1874 à 1880, au lycée Josefineum de Hildesheim jusqu'en 1883, puis les universités de Fribourg et de Göttingen jusqu'en 1886. À partir de 1891, il est avocat au tribunal régional supérieur de Kiel. En 1884/1885, il sert dans le 113e régiment d'infanterie à Fribourg. En 1886, il prête serment auprès du souverain. En 1891, il est admis au barreau du tribunal régional supérieur. En 1905, il devient notaire.
De 1907 à 1912, il est député du Reichstag pour la 4e circonscription de la province de Hanovre (Osnabrück, Bersenbrück (de), Iburg) avec le Zentrum.
À partir de 1912, il est admis au barreau du Reichsgericht. La même année, il reçoit le titre de Conseil de la justice. En 1922, il arrive au banc du Reichsgericht, auquel il est membre jusqu'à sa mort en 1924.
Son fils Bruno Bitter (de) (1898-1988) devient jésuite et recteur de l'Université Sophia .